# Nephrotoma scalarifer
Nephrotoma scalarifer är en tvåvingeart som beskrevs av Alexander 1920. Nephrotoma scalarifer ingår i släktet Nephrotoma och familjen storharkrankar. Inga underarter finns listade i Catalogue of Life.